# 시토리촌 (효고현)
시토리촌(倭文村)은 효고현 미하라군에 설치되었던 촌이다. 현재의 미나미아와지시에 해당한다.

## 역사
- 1889년 4월 1일 - 정촌제 시행에 의해 4촌의 구역을 가지고 성립하였다.
- 1957년 7월 10일 - 히로타촌과 합병해 미도리촌이 성립, 동일 시토리촌은 폐지되었다.

## 교통

### 철도
- 아와지 교통
  - 아와지 교통선

### 도로
현재는 고베 아와지 나루토 자동차도가 구촌 지역을 통과하고 있지만, 당시에는 미개통 상태였다. 

## 참고문헌
- 角川日本地名大辞典 28 兵庫県